# Luís Sangareau
Luís Sangareau (18 de Novembro de 1923, Sevilha - 22 de Setembro de 2009, Lisboa) foi um baterista de jazz español, nasceu em Sevilha, Espanha, e um dos membros fundadores do Hot Clube de Portugal.

## Biografia
Luis Sangareau, músico, baterista, nasceu em Sevilha a 18 de Novembro de 1923.
Foi em casa de Luís Sangareau que surgiu o primeiro grupo de amadores de jazz, do qual faziam parte ainda Manuel Menano, Augusto Mayer e Ivo MayerGeérard Castello-Lopes e participou em 1945 na primeira "jam session" realizada em Portugal, no Instituto Superior Técnico pela mão de Luis Villas-Boas. Essa sessão foi organizada para marcar o começo do programa de rádio de Luís Villas-Boas, intitulado "Hot Clube".
Sangareau conheceu Luís Villas-Boas em 1944, e quatro anos depois, e com ele, ajudou a fundar o Hot Clube de Portugal e protagonizou várias "jam sessions" na pequena cave da Praça da Alegria acompanhando músicos estrangeiros.
Luís Sangareau faleceu em Lisboa em 2009, aos 85 anos, vítima de enfarte do miocárdio.

## LigaçõesExternas
- «Sangareau em "Jazz No País do Improviso"»